# Asociación de la Prensa de La Coruña
La Asociación de la Prensa de La Coruña (APC) es una entidad sin ánimo de lucro que mantiene vigentes, pero actualizados, los principios que inspiraron su creación el 5 de diciembre de 1904.
Es una de las más antiguas del estado español y propició la creación de la Federación de Asociaciones de Periodistas de España (FAPE), en 1922.

## Historia

### El origen
La Asociación de la Prensa de La Coruña fue creada el 5 de diciembre de 1904 por un grupo de destacados periodistas e intelectuales coruñeses. Es una de las más veteranas de España y la más antigua de Galicia. La comisión ejecutiva encargada de efectuar las gestiones necesarias para su creación y de elaborar los Estatutos estaba formada por cinco periodistas y escritores de prestigio: Urbano González Varela, Wenceslao Fernández Flórez, Robustiano Faginas Álvarez, Alfredo Tella Comas y Juan Tejada Velasco. De la redacción del Reglamento se encargaron José María González González, Alejandro Barreiro y Francisco Rodríguez Pereira. En aquel tiempo, la ciudad contaba con tres diarios: La Voz de Galicia, El Noroeste y El Eco de Galicia.

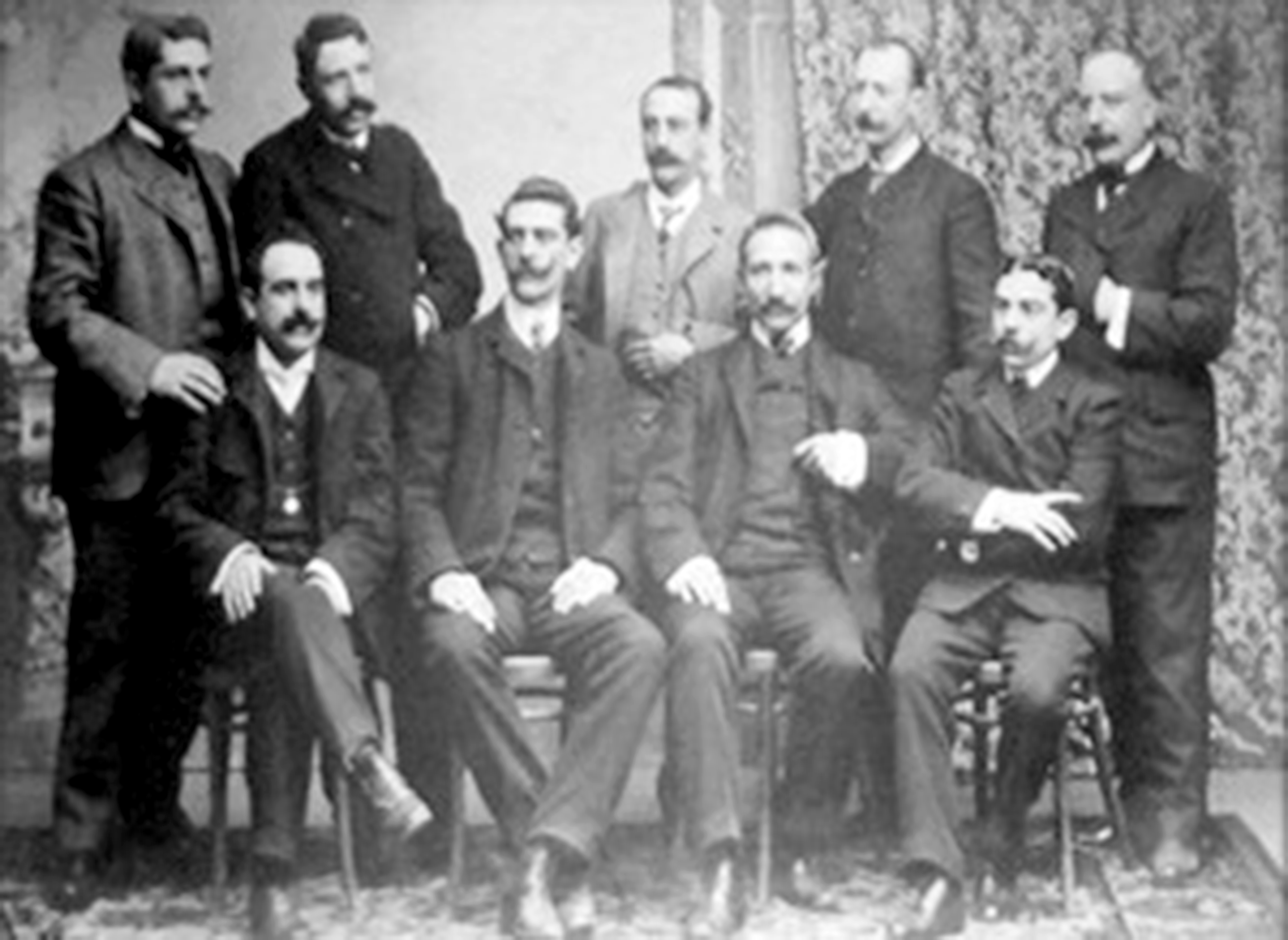

La asamblea general en la que se constituiría la sociedad se celebró en los salones de la Reunión Recreativa e Instructiva de Artesanos de La Coruña. Participaron más de cuarenta profesionales de la comunicación, aunque ya se habían inscrito noventa. Todos ellos fueron considerados socios fundadores. Entre ellos había nombres muy ilustres en el campo del periodismo, de las artes y de la literatura. Muchos de esos socios trabajaban ya en la gestación de la Real Academia Galega (1905), y hubo varios que llegaron a ocupar altos cargos directivos. Destacan Urbano González Varela, Wenceslao Fernández Flórez, Andrés Martínez Salazar, Robustiano Faginas Álvarez, Manuel Lugrís Freire, Galo Salinas Rodríguez, Francisco Tettamancy, Eugenio Carré Aldao, Manuel Casás Fernández y Eladio Rodríguez González.

### El desarrollo
A lo largo de su historia, la Asociación ha llevado a cabo múltiples actividades propias de su naturaleza y también otras con fines benéficos, como fueron la organización de corridas de toros o los bailes de disfraces, que duraron hasta el séptimo decenio del siglo pasado.
Parte esencial de los fines de APC ha sido la asistencia médica a sus afiliados, que llevó en los años 60 a la firma de un importante convenio con una aseguradora, y el asesoramiento jurídico gratuito en cuestiones profesionales y laborales.
Otras actividades destacadas han sido -y lo siguen siendo- la celebración de conferencias y convenciones (como la Asamblea Nacional de Asociaciones de la Prensa de 1948, o la I Conferencia de Presidentes de la FAPE en 2005), mesas redondas, exposiciones de fotografía y pintura, el Premio Pérez Lugín de Periodismo, presentaciones de libros, etc.

### En la actualidad
Desde 2018, la Asociación de la Prensa de La Coruña está presidida por Doda Vázquez Iglesias, primera mujer que ocupa este cargo. En 2022, fue reelegida, encabezando una candidatura marcada por la juventud de sus miembros y por la presencia mayoritaria de mujeres.
- Junta directiva

- Presidenta: Doda Vázquez Iglesias

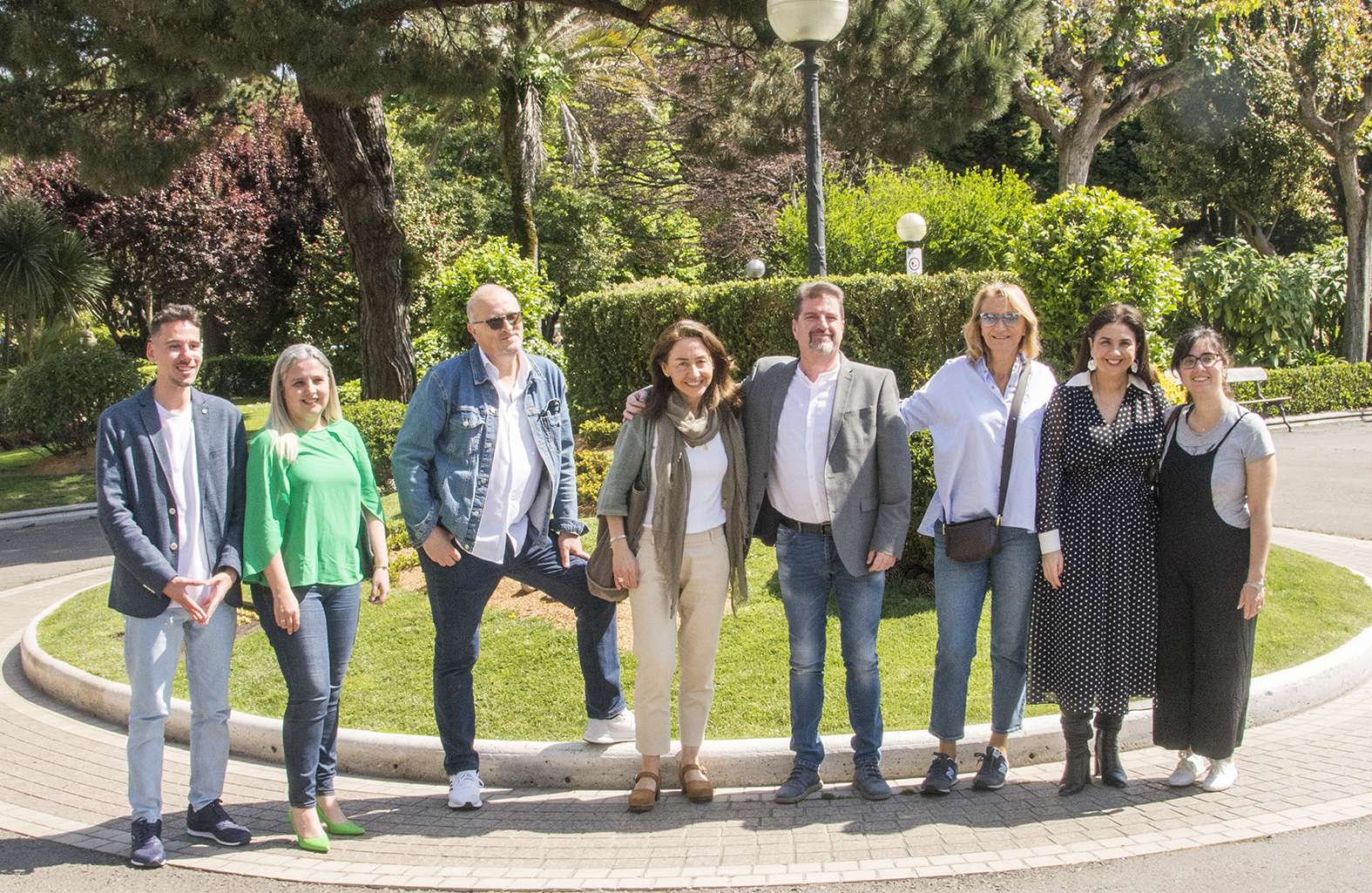

- Vicepresidenta: Amalia Baltar Estévez
- Secretaria: Gemma Castiñeira Sobrido
- Tesorera: Luisa López Gutiérrez

- Vocales:
  - Gabi Barrós Blanco
  - Miguel Pampín Coloma
  - Soledad Parral Pérez
  - Noela Rey Méndez
  - María Salorio Estrada

## Patrimonio
A lo largo de más de 100 años de historia se ha mantenido el criterio de potenciar y acentuar nuestro patrimonio en distintos ámbitos. Desde siempre la APC ha dispuesto de una más que interesante Biblioteca en la que se guardan colecciones únicas de El Noroeste, El Orzán, La Hoja del Lunes, La Coruña Moderna y El Patriota Compostelano (de 1810), y enriquecida además con fondos de los propios asociados y adquisiciones. Lo mismo se puede decir de la importante pinacoteca con obras de los más destacados pintores gallegos de los siglos XIX y XX.

## Estatutos
Los Estatutos actuales de la Asociación de la Prensa de La Coruña fueron aprobados el 21 de mayo de 2004. Asimismo, fueron adaptados en 2007 a la normativa de Igualdad que emana a su vez de la FAPE. Constan de 3 títulos y suman un total de 40 artículos por los que se rige el funcionamiento de esta organización.

## Centenario
El Centenario de la Asociación de la Prensa de La Coruña, celebrado en 2004, supuso un hito en la historia de la entidad. Los entonces Príncipes de Asturias, Don Felipe y Doña Letizia, aceptaron la Presidencia de Honor de todos los actos del Centenario y el programa se inició con un exitoso concierto de la Orquesta de Cámara Galega en la Orden Tercera. El Ayuntamiento de La Coruña concedió a la asociación la Medalla de Oro de la Ciudad y dio a una calle el nombre de Asociación de la Prensa. 
A lo largo de 2005 y hasta el 4 de diciembre, fecha final de los actos del Centenario, se celebraron mesas redondas con participación de destacados periodistas; conferencias de ilustres maestros del periodismo y la comunicación; se falló el premio Pérez Lugín de periodismo, dotado excepcionalmente en 2004 con seis mil euros y, por primera vez, con un diploma y con estatuilla de Julia Ares; se celebró la I Conferencia de la FAPE (Federación de Asociaciones de la Prensa de España) en La Coruña, en homenaje a la APC; hubo también homenajes en La Coruña y Cecebre a Wenceslado Fernández Flórez, socio fundador y uno de los principales defensores de la APC, y se nombraron dos nuevos socios de honor, Francisco Vázquez, alcalde de La Coruña, y Santiago Rey Fernández-Latorre, presidente de La Voz de Galicia. Asimismo se distinguió con una placa a D. José Freire Vázquez, expresidente de la CEC, por sus artículos sobre naturaleza y economía publicados durante varios años en El Ideal Gallego y en La Voz de Galicia.
Otras acciones fueron la publicación en edición facsímil del primer Libro de Actas de la sociedad, de los años 1904 a 1911, y la modernización del logotipo, sin alteraciones en su -también histórica- razón social. En el terreno administrativo la APC introdujo la informática en su gestión diaria, actualizó el inventario de su patrimonio artístico, cambió los Estatutos para adaptarlos a la nueva ley e incrementó considerablemente su biblioteca con una muy generosa donación de libros de la editorial de La Voz de Galicia y de la Fundación Barrié.
Con la celebración de la muestra 100 años de Periodismo Coruñés, en homenaje a los fundadores de la Asociación de la Prensa y a todos cuantos la han protegido y conservado a lo largo de una centuria, se cerraron los actos del Centenario.

## Premios

### Premio Pérez Lugín
El Premio “Alejandro Pérez Lugín” de periodismo uno de los más antiguos de las letras españolas. Fue creado en 1941 y está dotado con 3.000 € y placa conmemorativa.

#### Ganadores
- 1941.- Eduardo Pérez Hervada
- 1942.- Alejandro Barreiro Noya
- 1943.- Dionisio Gamallo Fierros
- 1944.- Indalecio Núñez Iglesias
- 1945.- Enrique Chao Espina
- 1946.- Desierto
- 1947.- José Filgueira Valverde
- 1948.- Aquilino Iglesia Alvariño
- 1949.- Daniel Pato Movilla
- 1950.- Ramón Canosa
- 1951.- Odón Luis Abad Flores
- 1952.- Cipriano Torre Enciso
- 1953.- Manuel Cuña Novás
- 1954.- José Luis Bugallal Marchesi
- 1955.- Álvaro Paradela
- 1956.- José Caamaño Bournacell
- 1957.- Francisco Pillado Rivadulla
- 1958.- Roberto Manuel Pérez Martínez
- 1959.- Ramón García Briones
- 1960.- Manuel Lueiro Rey
- 1961.- Carlos García Bayón
- 1962.- Benito Varela Jácome
- 1963.- Pedro Villar Castiñeiras
- 1964.- Emilio Quesada Zato
- 1965.- Eduardo de Aspe Sanjurjo
- 1966.- Desierto
- 1967.- Manuel Lueiro Lores
- 1968.- Manuel Roldán
- 1969.- Desierto
- 1970.- Alejandro Barreiro López
- 1971.- Jesús Precedo Lafuente
- 1972.- Desierto
- 1973.- Ramón García Fontenla
- 1974.- Luis Nieto Lago
- 1975.- Juan Antonio Martínez Sevilla
- 1976.- José María Torre Cervigón
- 1977.- Desierto
- 1978.- Luis Nieto Lago
- 1979.- José Castro López
- 1980.- Bernardo Barreiro López
- 1981.- Antón Prieto Méndez
- 1982.- Desierto
- 1983.- Desierto
- 1984.- Desierto
- 1985.- José Manuel Iglesias
- 1986.- Enrique Cornide Ferrant
- 1987.- Pedro de Llano López
- 1988.- Desierto
- 1989.- Mercedes Modroño
- 1990.- Desierto
- 1991.- José Antonio Parrilla
- 1992.- Desierto
- 1993.- Desierto
- 1994.- Diego Bernal López
- 1995.- Cristina Amenedo
- 1996.- Lola Roel
- 1997.- Alfonso González Catoira
- 1998.- Xavier Alcalá
- 1999.- Ángel Padín Panizo
- 2000.- Felipe Senén López Gómez
- 2001.- Guillermo Pardo Campos
- 2002.- José María Paz Gago
- 2003.- José Manuel Liaño Flores
- 2004.- Julián Rodríguez Moscoso
- 2005.- César Casal González
- 2006.- Juan Carlos Boga Sánchez
- 2007.- María del Rosario Martínez Martínez
- 2008.- Rubén Ventureira Novo
- 2009.- Javier Quintana Vázquez
- 2010.- Antón Pombo
- 2011.- Miguel González Somovilla
- 2012.- Fernando Molezún Rodríguez
- 2013.- Grabriel García Enríquez
- 2014.- Manuel Rodríguez García
- 2015.- Jorge Pan Varea
- 2016.- Desierto
- 2017.- Xavier Lama
- 2018.- Jorge Pan Varea
- 2019.- Rodri Suárez
- 2020.- Suso Martínez López
- 2021.- Javier Quintana Vázquez
- 2022.- Xavier Lama
- 2023.- Toni Silva

### Premio Cronista Emilio Quesada
El premio periodístico Cronista Emilio Quesada tiene como objetivo resaltar los valores históricos o actuales de la ciudad de La Coruña, de sus instituciones o de sus habitantes. La dotación de 1.000 euros que conlleva se produce gracias a la donación de Emilio Quesada Zato, que es el periodista más veterano de la Asociación de la Prensa.

#### Ganadores
- 2019: “Segredos, desmontando A Coruña”, producido por MBC Audiovisuales para la TVG, dirigido por Marcos Barrios y presentado por Diana Nogueira, Alicia Burton y Quique Morales. El trabajo fue presentado a concurso por Fernando R. Ojea, productor delegado del programa.
- 2020: "El Deportivo es una de Sabina", de Xurxo Fernández. La Voz de Galicia. -
- 2021: "El feminismo de doña Emilia". de José Luis Jiménez. ABC.
- 2022: “El deporte nos lo ha dado todo y nos ha igualado al resto”, de Juan Ramón Fernández. dxt campeón.[2]
- 2023: "El quiosco de los 5.000 bocatas de calamares al mes", de Pablo Portabales.

## Biblioteca virtual
El Ministerio de Cultura del Gobierno de España digitalizó los contenidos propiedad de la Asociación de la Prensa de La Coruña en el proyecto denominado Biblioteca Virtual de Prensa Histórica.